# Unterau (Berchtesgaden)
Unterau ist seit dem 1. Januar 1972 ein Gemeindeteil bzw. eine Gnotschaft des Marktes Berchtesgaden im oberbayerischen Landkreis Berchtesgadener Land, und liegt ca. 520 m hoch.

## Geschichte
Vermutlich bereits ab Ende des 14. Jahrhunderts war Unterau der 1. Gnotschaftsbezirk der „Urgnotschaft“ Au im Berchtesgadener Land, das ab 1380 das Kernland der Reichsprälatur Berchtesgaden und der später eigenständigen, reichsunmittelbaren Fürstpropstei Berchtesgaden (1559–1803) bildete. Nach drei kurz hintereinander folgenden Herrschaftswechseln wurde 1810 das Berchtesgadener Land mit seinen Gnotschaften dem Königreich Bayern angegliedert und aus Au ab 1812 eine Gemeinde. Unterau blieb bis zum 31. Dezember 1971 Gemeindeteil der Gemeinde Au, die im Zuge der Gebietsreform in Bayern am 1. Januar 1972 nach Berchtesgaden eingemeindet wurde. Seither ist Unterau ein Gemeindeteil bzw. eine Gnotschaft des Marktes Berchtesgaden.
Anfang des 20. Jahrhunderts gab es mit der Haltestelle Au bei Berchtesgaden der Lokalbahn Berchtesgaden–Hangender Stein (1908 bis 1938) nur in der Unterau einen Anschluss an das öffentliche Verkehrsnetz, so dass der Anstieg in die Oberau nach wie vor zu Fuß zu bewältigen war. Zum Betrieb dieser elektrischen Lokalbahn wurde zwischen 1907 und 1908 das Wasserkraftwerk Gartenau errichtet, für das kurz vor der Gemeindegrenze zu Marktschellenberg der Flussbogen der Berchtesgadener Ache durch einen etwa 550 Meter langen Kanal abgeschnitten worden ist. Auf der dank Ache und Kanal gebildeten „Insel“ wurde später zusammen mit dem Kraftwerk das Gewerbegebiet Gartenau eingerichtet. Eine Erweiterung des öffentlichen Verkehrsnetzes erfuhren die Unterau wie auch die höher gelegenen Gnotschaften der Au erst ab 1929 mit der Einrichtung einer Kraftpostlinie von und nach Berchtesgaden.  Vergleichsweise lebhaft wurde der auch über Unterau führende Verkehr ab 1938 mit Baubeginn der Roßfeldhöhenringstraße, deren kriegsbedingte Baulücke an der Scheitelstrecke aber erst seit 1955 geschlossen werden konnte und damit dann auch eine durchgehend befahrbare Höhenringstraße zwischen Oberau und Obersalzberg geschaffen hatte. Heute wird der „Ring“ mit Hilfe der Kreisstraße BGL 9 in der Oberau und einem Teilstück der Bundesstraße 319 (Oberau – Landau – Klaushöhe) vollständig geschlossen.
Zur letzten Volkszählung vom 25. Mai 1987 hatte Unterau eine Bevölkerung von 168 und 73 Wohnungen in 51 Gebäuden mit Wohnraum. Zur Volkszählung von 1871 waren es 233 Einwohner in 86 Gebäuden.

## Hausnamen
Die Gnotschaft Unterau bestand ursprünglich aus 28 Anwesen, davon 17 ganze Höfe und 11 halbe Höfe, die mit ihren Hausnamen aufgeführt werden. Weicht der heutige Hausname vom damaligen ab, ist er in Klammern beigefügt. Laut Steuerbuch von 1698 war der für den Gnotschafterbezirk aufgestellten Gnotschafter der Bauer von Scherl (heute Vock). Die Anwesen Drexler, Fremdenlehen, Pfnür, An der Leiten, Terzer, Thann und Weissenstein sind heute nicht mehr bekannt und in der nachstehenden Übersicht kursiv dargestellt.
| Ganze Höfe | Halbe Höfe |
| --- | --- |
| 1. Ascher (Winkllehen) 2. Drexler 3. Fremdenlehen 4. Hagerlehen 5. Koppenleithen 6. Kuchlau (Ober Kainlehen) 7. Kuchlau (Unter Kainlehen) 8. Laros 9. Linden 10. Lippenbichl (Wegmacher) 11. Maurer 12. Pfnür 13. Schwarz zu Weißenstein (Denning) 14. Trendlkopf (Malter) 15. Vötzl 16. Wörndl 17. Zellergraben | 1. Ober Hienleithen (Schaffei) 2. Unter Hienleithen (Aberl) 3. An der Leiten 4. Scherl (Vock) 5. Scherl (Hafner) 6. Schwarz (Woferl) 7. Schwarzlehen (Sigl) 8. Straßer (Schneiderhäusl) 9. Terzer 10. Thann 11. Weißenstein |

Die aktuellen Hausnamen sind auch auf der topographischen Karte im BayernAtlas dargestellt.